# Retolador permanent

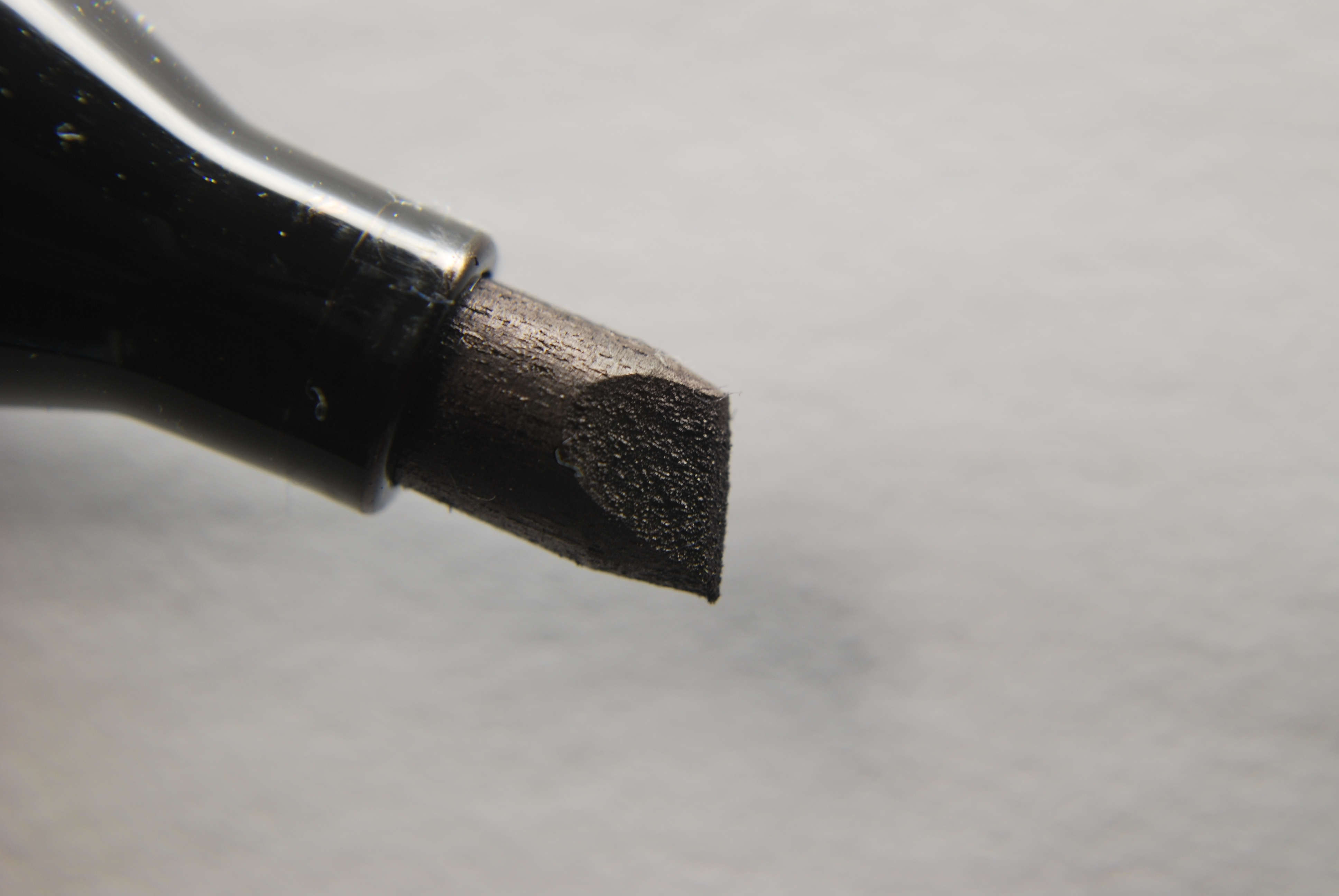
La "punta de cisell" d'un retolador

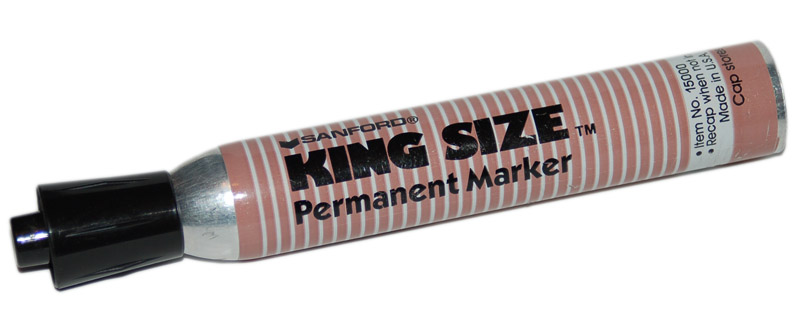
Marcador permanent Sanford King Size

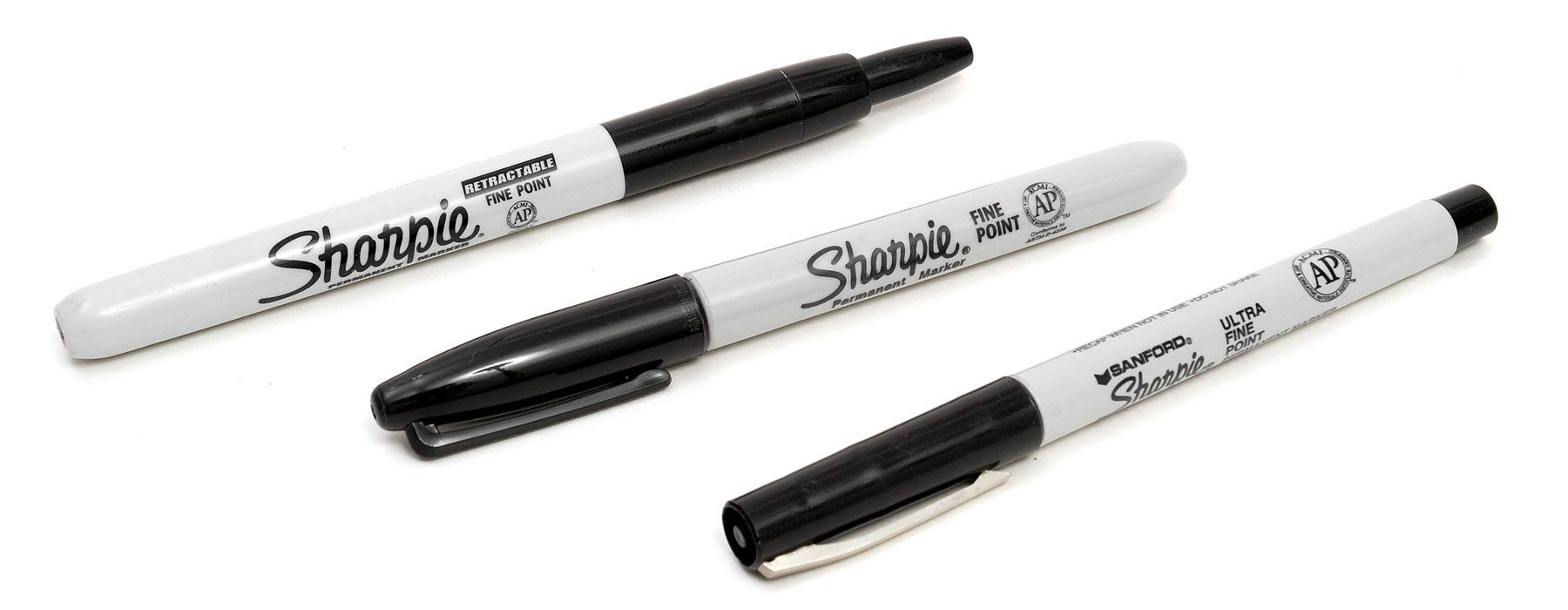
Retoladors permanents de la marca Sharpie.

Un retolador permanent o marcador permanent (indeleble), és un tipus de retolador que s'utilitza per crear escriptura permanent o semipermanent sobre un objecte.

## Descripció
En general, la tinta de marcador permanent comprèn un dissolvent portador principal, un glicèrid, una pirrolidona, una resina i un colorant, que la fan resistent a l'aigua . És capaç d'escriure en una varietat de superfícies, des de paper fins a metall i pedra. Tenen una varietat de mides de punta (de ultra fines a amples), de formes (punta de cisell, punta de bala i punta de pinzell) i colors (metàl·lics o reactius als ultraviolats).
La majoria de marcadors tenen dissolvents a base d'alcohol. Altres tipus, anomenats marcadors de pintura, contenen compostos orgànics volàtils que s'evaporen per assecar la tinta i són similars a la pintura en aerosol. A causa que els dissolvents com el toluè i el xilè sovint estan presents en marcadors permanents, tenen un potencial d'abús com a droga recreativa.
El marcador permanent va ser inventat l'any 1952 per Sidney Rosenthal.

## Aplicacions

### Propòsit general
Els retoladors permanents s'utilitzen per escriure sobre metalls, plàstics, ceràmica, fusta, pedra, cartró, etc. No obstant això, la marca feta per ells és semipermanent en algunes superfícies. La majoria de la tinta de marcador permanent es pot esborrar d'algunes superfícies de plàstic (com el polipropilè i el tefló) amb poca pressió de fregament. Es poden utilitzar en paper normal, però la tinta tendeix a sagnar i es fa visible a l'altra cara.

### Ús en microscòpia
A part d'utilitzar-se per etiquetar diapositives de microscòpia, els marcadors permanents es poden utilitzar per fer una taca negativa d'una mostra bacteriana. Això significa que el fons està tenyit amb el marcador, però els bacteris no. Els bacteris es poden veure perquè estan sense taques (més clars) mentre que el fons està tenyit (més fosc).

## Eliminació
Els retoladors permanents s'utilitzen generalment en superfícies dures i no poroses, perquè en comptes de tacar formen una capa superficial que, malgrat el seu nom, es pot eliminar amb neteja a alta pressió, diluents de pintura o dissolvents orgànics com l'acetona, el xilè o el toluè.. Quan s'utilitzen a l'interior, l'alcohol isopropílic, l'etanol i l'acetat d'etil són els netejadors preferits, ja que els seus fums són molt menys perillosos que el toluè i el xilè, els components principals del diluent de pintura, o els hidrocarburs de cadena més llarga que es troben en els alcohols minerals. Altres dissolvents no polars comuns inclouen el benzè, la trementina i altres terpens (que constitueixen olis essencials de moltes plantes amb forts olors), la majoria d'èters, cloroform i diclorometà, combustibles d'hidrocarburs i alcohol de diacetona, entre molts altres. Molts d'aquests dissolvents són tòxics, cancerígens o inflamables, i només s'han d'utilitzar amb una ventilació adequada.
La majoria de les marques de retoladors "OLFA" s'esborren fàcilment amb un removedor d'esmalt d'ungles sense acetona, del tipus que conté acetat d'etil, un dissolvent orgànic relativament no tòxic.
També es pot treure un marcador permanent dibuixant-hi amb un marcador d'esborrat en sec en superfícies no poroses com una pissarra blanca, ja que els marcadors d'esborrat en sec també contenen un dissolvent no polar. La majoria de les solucions de neteja de pissarra d'esborrat en sec també contenen dissolvents orgànics efectius com el 2-butoxietanol per eliminar el pigment.

## Prohibició
Per raó del seu potencial per a ser utilitzats en actes vandàlics, alguns llocs, com Florida, Califòrnia, Nova York i Berwyn, Illinois, tenen lleis contra la possessió de marcadors permanents en públic i en prohibeixen la venda a menors.